# لاعب الكرة (فلم)
لاعب الكرة هو فيلم مشترك بين سوريا وتركيا ومصر. أنتج عام 1973 وهو من إخراج خلقي سانر.

## القصة
توأمان، لم يلتقيا قط من قبل، أحدهما لاعب كرة معروف، ويحقق المزيد من النجاح، أما الثانى فهو مواطن عادى، يقابل الناس الثانى فيتعاملون معه بالكثير من الاحترام، ويتصورونه الأخ المشهور، يغيب الأخ لاعب الكرة، ويضطر الأخ الثانى أن يحل مكان أخيه في مباراة بالغة الأهمية، وينجح في أن يكسب فريقه.

## الممثلين والممثلات
- دريد لحام
- نهاد قلعي
- طروب
- سفدا فرداغ
- ايسين بسكول
- ارول بيوكبورج
- فاهي يوز
- فريد شوقي
- عمر حجو